# Andreas Rödder
Andreas Rödder (Wissen, Észak-Rajna-Vesztfália, 1967. július 11. –) német történész, egyetemi tanár.

## Életpályája
1986 és 1991 között a Bonni, a Tübingeni és a Stuttgarti Egyetemen tanult történelmet és germanisztikát. 1992-től 1994-ig a Konrad-Adenauer-Stiftung ösztöndíjasa, majd 1994 és 2001 között a Stuttgarti Egyetem Újkori Történelem tanszékének tudományos munkatársa. 1995-ben doktori fokozatot szerzett, 2001-ben habilitált, majd ezt követően az egyetem tanára lett. 2005-től a Mainzi Egyetemen egyetemes történelmet tanít. Vendégelőadóként több külföldi egyetemen is megfordult. Fő kutatási területe a német újraegyesítés története, ill. az újkor története. A német újraegyesítésről szóló könyve 2009-ben jelent meg.

## Családja
1991-ben megnősült. Három leányuk van.

## Magyarul megjelent művei
- Konzervatív 21.0. A polgári Németország programja; ford. B. Szabó Dezső, B. Szabó Károly; MCC Press, Bp., 2021